# Gżat´
Gżat´ (ros. Гжать) – rzeka w północnej Rosji, w obwodzie smoleńskim, prawy dopływ Wazuzy w zlewisku Morza Kaspijskiego. Długość – 113 km, powierzchnia zlewni – 2370 km².
Źródła na południe od wsi Pokrow w północno-zachodniej części Wyżyny Smoleńskiej. Płynie na północ przez tereny między Wyżyną Smoleńską a wzgórzami Wałdaj. Dawniej uchodziła do Wazuzy, obecnie wspólnie z nią tworzy sztuczny Zbiornik Wazuski. Do czasu utworzenia zbiornika żeglowna – w latach 1719-1870 w mieście Gżatsk (obecnie Gagarin) istniała przystań.